# Ryj
Ryj – potok, lewobrzeżny dopływ Wisłoki o długości 7,99 km i powierzchni zlewni 16,12 km².
Potok płynie w Beskidzie Niskim. Jego źródła znajdują się na wysokości 620 m n.p.m., na zachód od szczytu Kolanin. Początkowo płynie w kierunku północno-wschodnim, przez obszar porośnięty lasem, następnie skręca na wschód i przepływa przez wsie: Jaworze i Desznicę. Uchodzi do Wisłoki w Kątach poniżej mostu na Wisłoce (droga wojewódzka nr 992). Przewaga dopływów prawobrzeżnych nad lewobrzeżnymi.